# Санта Крус (провинция на Аржентина)
Вижте пояснителната страница за други значения на Санта Крус.
Са̀нта Крус (на испански: Santa Cruz) е една от 23-те провинции на Аржентина.
Намира се в южната част на страната. Има население от 347 593 жители (по изчисления за юли 2018 г.) и обща площ от 293 993 км². Столицата е гр. Рио Галегос.